# Monte Bailey
El monte Bailey (en inglés: mount Bailey) es una tefra y volcán en escudo de 2552.7 m s. n. m., ubicado en la cordillera de las Cascadas, al lado opuesto del lago Diamante desde el monte Thielsen y al sur del estado de Oregón, Estados Unidos. La montaña contiene un cono principal localizado en la cumbre compuesto de andesita basáltica, cuya altura lo hace ligeramente inferior al pico Diamante. Al mismo tiempo, el Bailey es un destino popular para llevar a cabo actividades recreativas, ya que la región noroeste del Pacífico es conocida por los deportes de invierno como el esquí o el transporte con motonieves, mientras que en los meses veraniegos existe un sendero muy practicado por excursionistas que se dirige a la cumbre. Por otro lado, no se sabe con certeza quienes fueron los primeros en alcanzar la cumbre, aunque los nativos americanos tenían en sus costumbres que los líderes espirituales y oradores debiesen realizar celebraciones en el punto más alto.

## Etimología
El origen del nombre de la montaña es un asunto discutido. Algunos mapas antiguos la nombran como «Old Baldy», «Old Bailey» o «Bailey», aunque posiblemente se tratara de errores en el trazo. No obstante, la apariencia de una cumbre despejada y de tono quemado puede explicar el nombre de «Baldy» —en español: «Calvo»—. Aunado a ello, no se ha encontrado registro de persona alguna relacionada con el monte que lo nombrara «Bailey». Más adelante, en 1992, el Consejo de Nombres Geográficos de Oregón bautizó el monte con su denominación actual en honor a los naturalistas Vernon y Florence Bailey. De acuerdo con William G. Steel, el nombre klamath de la montaña es «Youxlokes», que significa «montaña [de la] medicina», y según la tradición de este pueblo, los curanderos y sacerdotes deben subir a la cumbre a «compartir un banquete y conversar con el mundo de arriba».

## Geografía y geología
El monte Bailey forma parte de la cordillera de las Cascadas, ubicada en el oeste de los Estados Unidos y que durante la mayor parte del tiempo están cubiertas de hielo, tanto por las tormentas originadas en el océano Pacífico, como por su elevada altitud (2552.7 m s. n. m.) o las glaciaciones. De hecho, esto último probablemente comenzó a tomar forma en una época tan temprana como la del Mioceno. A lo largo del tiempo, mientras la cordillera se desarrollaba, las actividades geológicas posteriores fueron reduciéndose durante el Terciario. Con la creación de altiplanos volcánicos, los movimientos durante el Plioceno fueron mayoritariamente de formaciones basálticas y de andesita, y posiblemente fue el período responsable de la aparición de los conos originarios en el Bailey, el Thielsen y el Unión.
El monte Bailey encabeza la sierra homónima, que incluye también conos de escoria en dirección norte. De forma similar al vecino Thielsen, se trata de un volcán en escudo con laderas pronunciadas cerca de la cumbre y con una apariencia parecida. Levantado aproximadamente al mismo tiempo que el paso de Rodley Butte, según un estudio morfológico el volcán no tiene más de 100 000 años de antigüedad y está relativamente cerca del cono del pico Diamante, ligeramente más grande, al contar el Bailey con un volumen de 8 a 9 km³. A pesar de su similitud con el Rodley Butte, tanto en tiempo como en composición, el Bailey ha evoluciado de erupcionar andesita basáltica a andesita pura.
A su vez, el Bailey tiene una prominencia de 905 m y consta de un cono de tefra de unos 2000 pies (609,6 m) de altura, sobre el que fluyeron erupciones de andesita basáltica y por el que se fue creando el volcán. Finalmente, la vuelta a la versión pura de este mineral pudo haber sido forjada mediante varios períodos eruptivos, a juzgar por la naturaleza silícica de su estructura rocosa. Desde entonces, se trata de un volcán inactivo, ya que el aumento de actividad en el monte Mazama llevó a cabo una reducción de la misma en el Bailey, algo que sucedió a principios del Pleistoceno.

## Ecología y uso recreativo

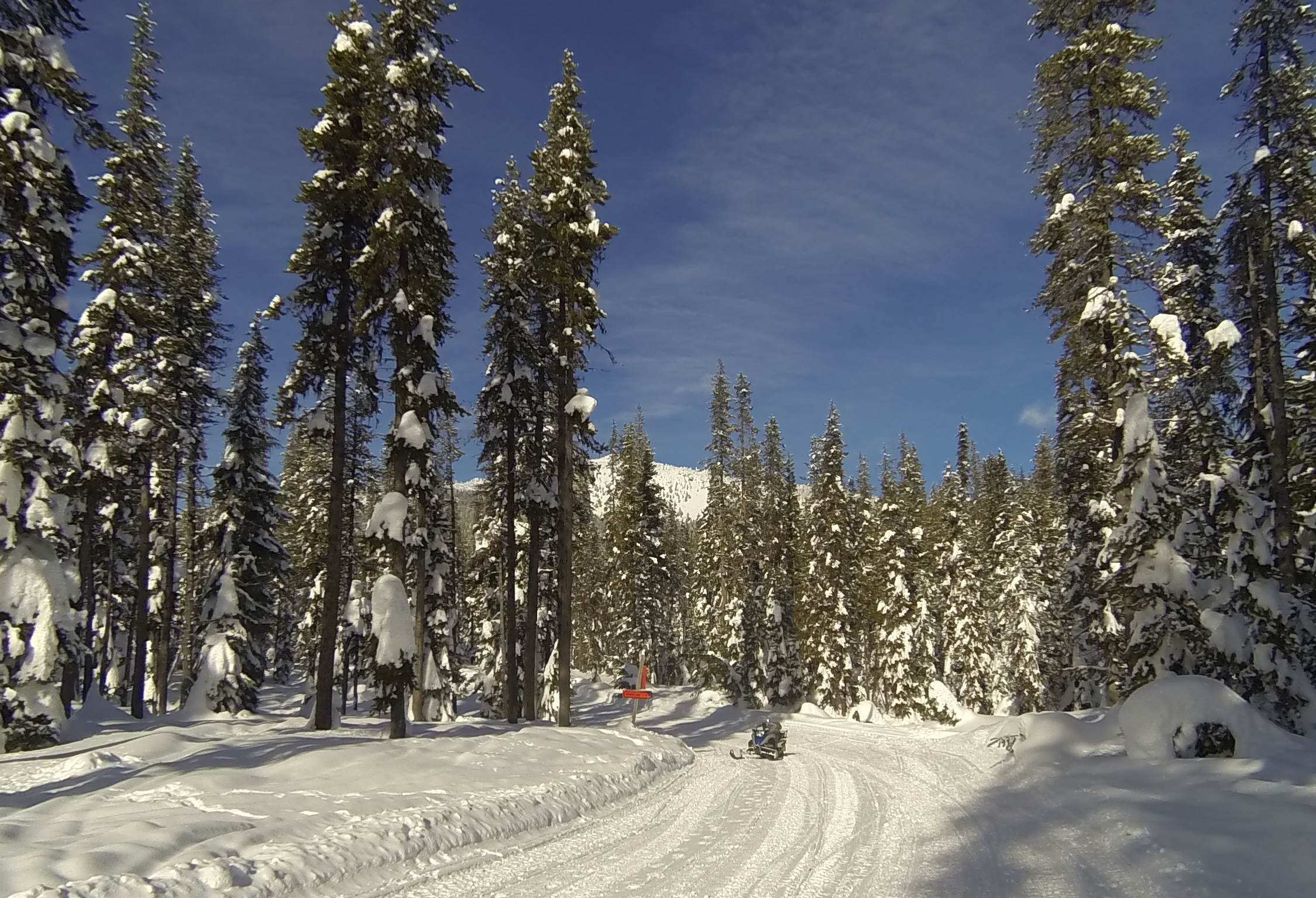
Sendero hecho mediante una máquina quitanieves entre el lago Diamante y el monte Bailey, que se puede apreciar al fondo, detrás de los árboles.

Existe una diversa flora en el monte Bailey, desde los abundantes pinos en las partes más bajas de la ladera, a las cicutas de montaña, los pinos blancos occidentales y los abetos rojos de California que empiezan a surgir a medida que se va ascendiendo. Por su parte, el monte es popular por sus zonas para la práctica del senderismo y el esquí, debido a sus pronunciados ascensos y a las vistas del lago Diamante. No obstante, esto ha desembocado en accidentes por avalanchas con víctimas mortales ocasionalmente.
Es accesible mediante la ruta de Oregón 230, que empieza en el inicio del sendero de Fox Spring. Según se sigue el camino al Bailey, que forma parte del área recreativa del lago Diamante, los excursionistas pueden ver «panorámicas al noreste del lago Diamante y la vertiginosa cuenca de avalancha[s] del Bailey», mientras que para los esquiadores el pico es conocido por su forma de transporte, destacada por las motonnieves, si bien esto último ha sido objeto de polémica.